# Pribilci
Pribilci (makedonska: Прибилци) är en ort i Nordmakedonien. Den ligger i kommunen Demir Hisar, i den sydvästra delen av landet, 80 kilometer söder om huvudstaden Skopje. Pribilci ligger 656 meter över havet och antalet invånare är 362.